# Seututie 942
Pour les articles homonymes, voir Route 942.
La route régionale 942 (finnois : Seututie 942) est une route régionale allant de Ranua jusqu'à Juotasniemi à Rovaniemi en Finlande,,.

## Présentation
La seututie 942 est une route régionale du sud de la Laponie.